# أيون أحادي التكافؤ

## أيون أحادي التكافؤ
أيون أحادي التكافؤ (بالإنجليزي:Monatomic ion)هو أيون يتكون من ذرة أو أكثر من عنصر واحد
 (خلافا للأيون متعدد الذرات، الذي يتألف من أكثر من أيون لأكثر من عنصر) مثال على أيون احادي التكافؤ : كربونات الكالسيوم Ca+2 ,وأيون متعدد الذرات CO3−2.
وهناك أيونات مركبة ثنائية تحتوي على معادن موجبة (كاتيون) تشكلت من نوع واحد من الأيونات، ونوع آخر هو المركبات الأيونية مكونة من أيونات معدنية عديدة مختلفة الشحنة.
| النوع الشائع I كاتيون | النوع الشائع I كاتيون |
| --------------------- | --------------------- |
| هيدروجين              | +H                    |
| ليثيوم                | +Li                   |
| صوديوم                | +Na                   |
| بوتاسيوم              | +K                    |
| ريبيديوم              | +Rb                   |
| سيزيوم                | +Cs                   |
| بريليوم               | Be+2                  |
| مغنيسيوم              | Mg+2                  |
| كالسيوم               | Ca+2                  |
| سترونيوم              | Sr+2                  |
| باريوم                | Ba+2                  |
| ألمنيوم               | Al+3                  |
| فضة                   | +Ag                   |
| زنك                   | Zn2+                  |

| النوع الشائع II كاتيون | النوع الشائع II كاتيون | النوع الشائع II كاتيون |
| ---------------------- | ---------------------- | ---------------------- |
| حديد(II)               | Fe+2                   | حديدوز                 |
| نحاس(II)               | Cu+2                   | نحاسيك                 |
| نحاس(I)                | +Cu                    | نحاسوز                 |

| النوع أنيون | النوع أنيون |
| ----------- | ----------- |
| هيدريد      | −H          |
| فلوريد      | −F          |
| كلوريد      | −Cl         |
| بروميد      | −Br         |
| أيوديد      | −I          |
| أكسيد       | O−2         |
| كبريتيد     | S−2         |
| نيتريد      | N−3         |
| فوسفيد      | P−3         |